# Джузеппе Тікоццеллі
Джузеппе Тікоццеллі (італ. Giuseppe Ticozzelli, 30 квітня 1894, Кастельноветто — 3 лютого 1962, Мілан) — італійський футболіст, що грав на позиції захисника, і футбольний тренер. Також велоперегонець і військовик.

## Футбольна кар'єра
У дорослому футболі дебютував 1914 року виступами за команду «Алессандрія». Невдовзі по тому футбольні змагання в Італії були перевані через Першу світову війну. Після їх відновлення продовжив грати за алессандрійську команду. 1920 року провів свою єдину офіційну гру у складі національної збірної Італії.
Протягом 1921—1924 років захищав кольори клубу СПАЛ, після чого перейшов до «Казале», виступами за який завершив ігрову кар'єру у 1931 році.

## Кар'єра тренера
Протягом останнього сезону виступів за СПАЛ, протягом 1923–1924 років поєднував виступи на полі з тренерською роботою.
Невдовзі після завершення ігрової кар'єри знову спробував свої сили на тренерській роботі, очоливши 1934 року тренерський штаб «Павії», в якому пропрацював до 1935 року.

## Велосипедні перегони
Цікавився велосипедним спортом і 1926 року подав заявку на участь у тогорічній багатоденці Джиро д'Італія, де змагався як незалежний спортсмен. На відміну від суперників, які належали до спортивних клубів, не мав команди підтримки і годувався самостійно, зупиняючись у тавернах і втрачаючи багато часу. Пройшов три етапи, а на четвертому у нього в'їхав мотоцикліст, змусивши передчасно знятися зі змагання і, відповідно, посісти останнє місце у класифікації перегонів.
Через двадцять років після цього інциденту про нього згадали організатори Джиро д'Італія, які запроваджували втішний приз перегонцю, що фінішував останнім у загальному заліку змагання. Оскільки Тікоццеллі під час участі у перегонах 1926 року був вдягнутий у чорну футболку свого тодішнього футбольного клубу «Казале», то таким втішним призом було обрано чорну майку. Загалом Чорну майку останнього гонщика Джиро д'Італія присуджали шість разів, оскільки приз проіснував лише з 1946 по 1951 рік.

## Участь у війнах
Під час Першої світової війни проходив службу у гірській артилерії у званні лейтенанта. Брав участь у бойових діях і був нагороджений.
У середині 1930-х поїхав добровольцем до Італійської Східної Африки, де боровся проти місцевих партизан, втративши у боях зір.
Помер 3 лютого 1962 року на 68-му році життя в Мілані.
| Дата      | Місто | Господарі | Результат | Гості   | Турнір           | Голи | Примітки |
| --------- | ----- | --------- | --------- | ------- | ---------------- | ---- | -------- |
| 18-1-1920 | Мілан | Італія    | 9 – 4     | Франція | товариський матч | -    |          |
| Усього    |       | Матчів    | 1         |         | Голів            | 0    |          |